# Humlum Station
Humlum Station er en dansk jernbanestation i stationsbyen Humlum i Vestjylland. Station ligger på Thybanen mellem Struer og Thisted.